# Limitations de vitesse au Royaume-Uni

Limitations de vitesse au Royaume-Uni

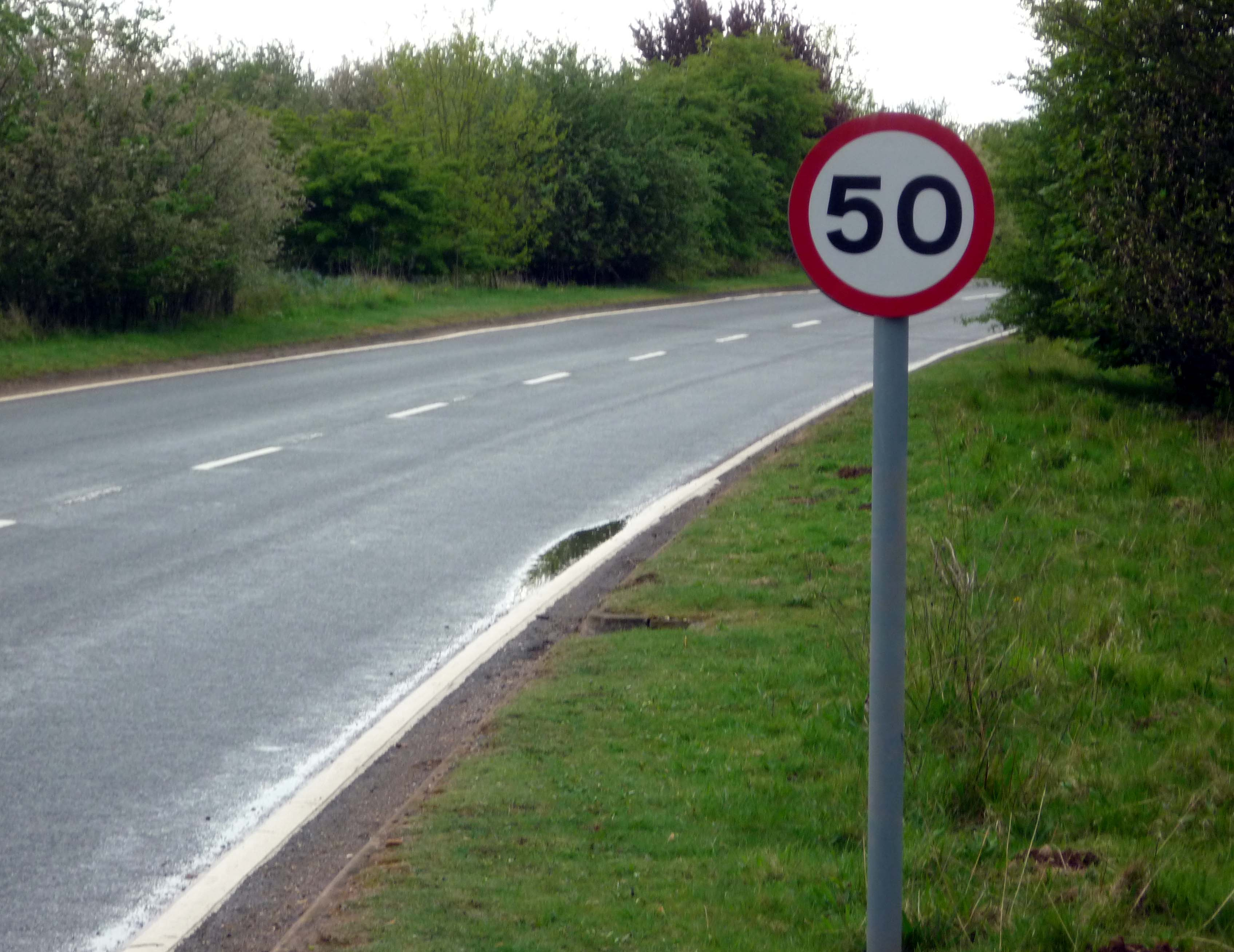
Limitation de vitesse à 50 Mph au Royaume-Uni

Au Royaume-Uni  les mesures impériales sont toujours utilisées sur la route pour indiquer les distances et la vitesse (mille par heure - mph en anglais), et non pas les mesures métriques.
Au Royaume-Uni, les limitations de vitesse ont d'abord été introduites pour les trains au dix-neuvième siècle.

## Cadre réglementaire
- Sur les routes avec des réverbères à moins de 180 mètres l'un de l'autre, la vitesse maximale est 30 mph (48 km/h)[2].
- Sur les routes d'une seule voie, sans réverbères la vitesse maximale va de 60 mph (97 km/h) pour les véhicules légers à 40 mph (64 km/h) pour les poids lourds de plus de 7.5 tonnes[3].
- Sur les « motorways » (autoroutes) et sur les routes à deux voies, sans réverbères, la vitesse maximale est 70 mph (113 km/h) (sauf indication contraire sur les panneaux de signalisation).
- Il est possible de rencontrer d'autres limitations de vitesse, l'équivalent des « Zones 30 » : 20 mph (32 km/h), et par endroits : 50 mph (80 km/h)

Si la limite de vitesse est dépassée de 10 % + 1 mph (ex: dans une zone 60 mph, 60 + 60/10 + 1 = 67 mph), l'utilisateur court le risque d'être condamné.

## Autres règles
- Conduite du côté gauche de la chaussée (voir sens de circulation).
- Alcoolémie maximum autorisée au volant : 0,8 g/L d'alcool dans le sang (0,5 g/L en Écosse).